# Basse Nimelette
Basse Nimelette is een natuurgebied in de Belgische gemeente Chimay, in het meest zuidelijke punt van de laars van Henegouwen. Het gebied is gelegen aan l'Eau Noire en bestaat uit een mozaïek van wetland-omgevingen. Er zijn diverse soorten natte weiden en graslanden, rietvelden, moerassige bossen, maar ook overblijfselen van het oude veen. Sommige drogere weiden, voorheen begraasd, en een bosvijver vervolledigen de site.
Het belang van deze omgevingen is voornamelijk botanisch. Het herbergt een aantal planten, waaronder zeldzame of bedreigde soorten, voornamelijk in de overblijfselen van het veen, zoals de wateraardbei, waterdrieblad, moerasviooltje, trilgraszegge en veenmossoorten (Sphagnum).